# Herniaria pearsonii
Herniaria pearsonii är en nejlikväxtart som beskrevs av Mohammad Nazeer Chaudhri. Herniaria pearsonii ingår i släktet knytlingar, och familjen nejlikväxter. Inga underarter finns listade i Catalogue of Life.